# Charles Nelson Reilly
Charles Nelson Reilly (New York, 13 gennaio 1931 – Beverly Hills, 25 maggio 2007) è stato un attore e doppiatore statunitense, attivo in campo teatrale, televisivo e cinematografico.
Ha recitato nelle produzioni originali di Broadway del musical Hello, Dolly!, Bye, Bye Birdie e How to Succeed in Business Without Really Trying, per cui ha vinto il Tony Award al miglior attore non protagonista in un musical nel 1962.
Era omosessuale dichiarato.

## Filmografia parziale

### Attore
- The Tiger Makes Out, regia di Arthur Hiller (1967)
- La corsa più pazza d'America n. 2 (The Cannonball Run II), regia di Hal Needham (1984)
- Body Slam, regia di Hal Needham (1986)
- X-Files (The X-Files) - serie TV, episodio 3x20 (1996)

### Doppiatore
- Charlie - Anche i cani vanno in paradiso (All Dogs Go to Heaven), regia di Don Bluth (1989)
- Eddy e la banda del sole luminoso (Rock-a-Doodle), regia di Don Bluth e Dan Kuenster (1991)
- Le avventure di Stanley (A Troll in Central Park), regia di Don Bluth e Gary Goldman (1994)
- Anche i cani vanno in paradiso - Un racconto di Natale (An All Dogs Christmas Carol), regia di Paul Sabella (1998)
- Tom & Jerry all'arrembaggio (Tom and Jerry in Shiver Me Whiskers), regia di Scott Jeralds (2006)